# Paul V. Kroskrity
Paul V. Kroskrity (ur. 1949) – amerykański językoznawca i antropolog. Położył zasługi na polu rozwoju koncepcji ideologii językowych jako przedmiotu badań naukowych. Piastuje stanowisko profesora na Uniwersytecie Kalifornijskim w Los Angeles (UCLA). Dawniej był Prezesem Towarzystwa Antropologii Lingwistycznej oraz kierował programem Studiów Indianistycznych na UCLA.
W swojej działalności naukowej zajmuje się m.in. ideologiami językowymi, relacją między językiem a tożsamością, kontaktami językowymi oraz problematyką zaniku i rewitalizacji języków. Jest specjalistą od autochtonicznych języków Ameryk, m.in. tanoańskich i uto-azteckich.

## Publikacje (wybór)
- Language, History, and Identity: Ethnolinguistic Studies of the Arizona Tewa (1993)
- Language Ideologies, Theory and Practice (współautorstwo, 1998)
- Native American Language Ideologies: Beliefs, Practices, and Struggles in Indian Country (współautorstwo, 2009)